# Shwe Ba Daung

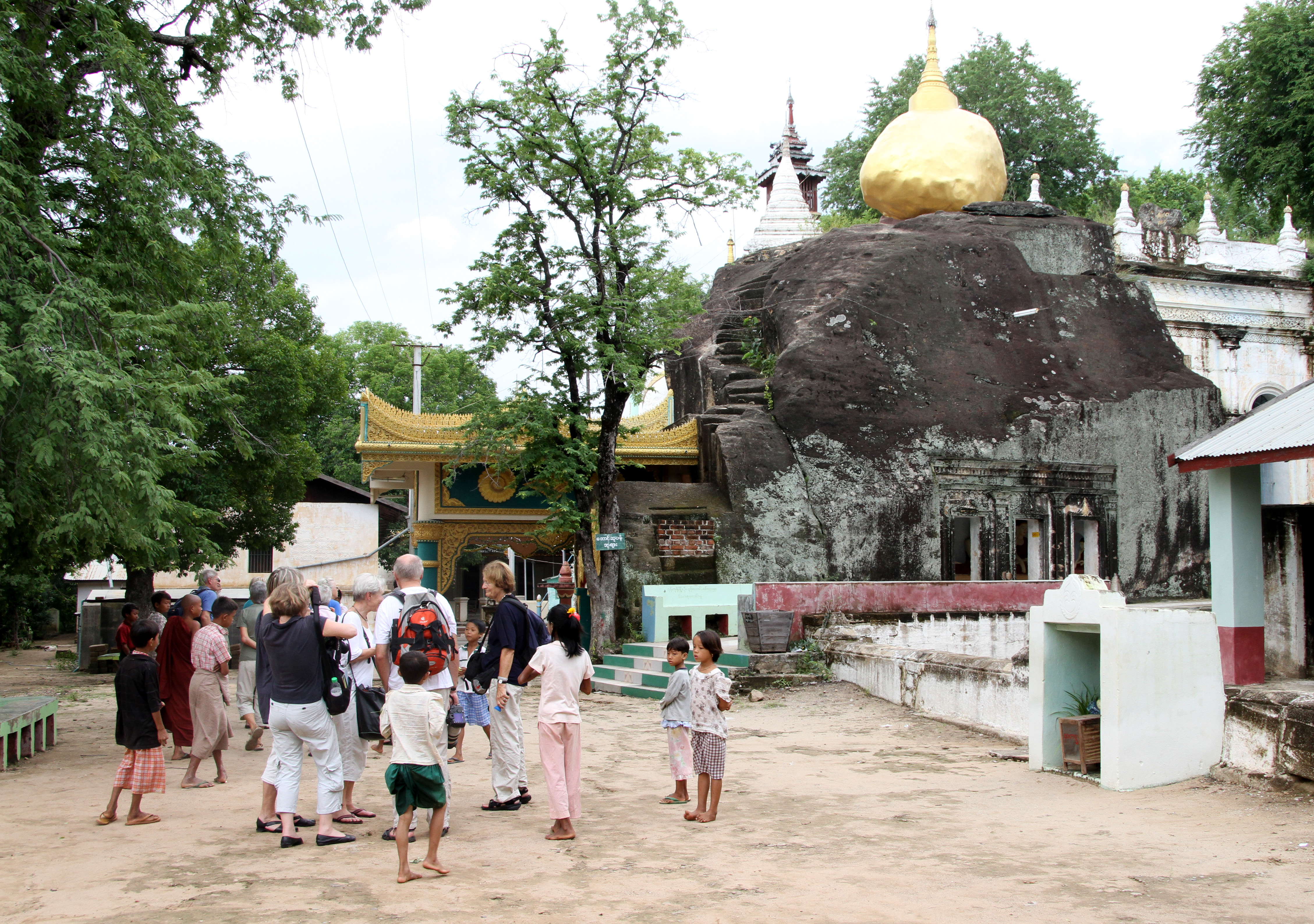
Shwe Ba Daung

Shwe Ba Daung ist ein künstlich angelegtes Höhlensystem mit buddhistischen Heiligtümern bei Monywa in Myanmar.

## Beschreibung
Nicht weit von Hpo Win Daung gibt es ein künstliches Höhlensystem aus dem 20. Jahrhundert. Über eine tief ins Gestein gehauene Treppe gelangt man zu skurrilen Felstempeln mit phantasievoll gestalteten Fassaden.

## Galerie

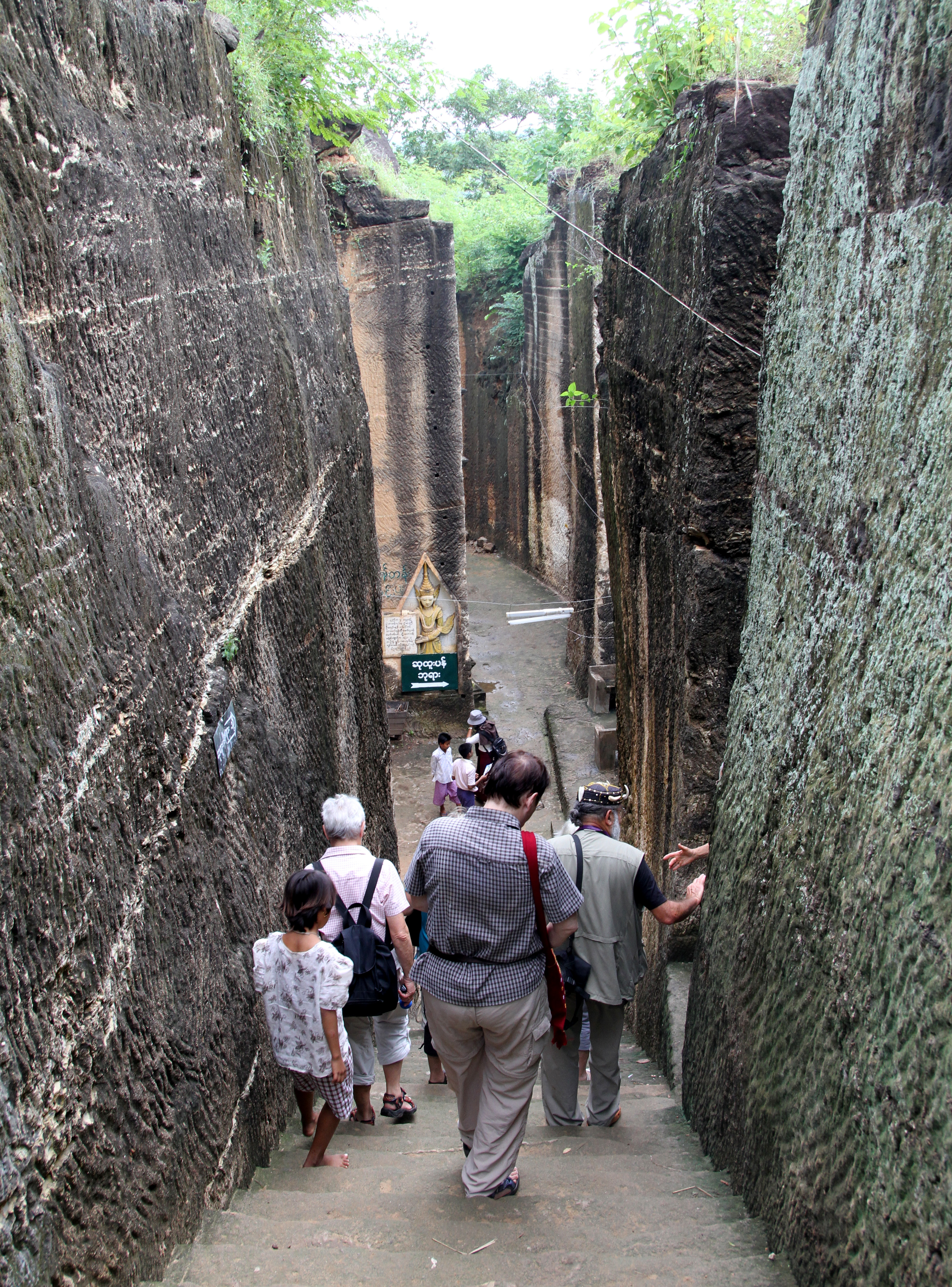
Treppe
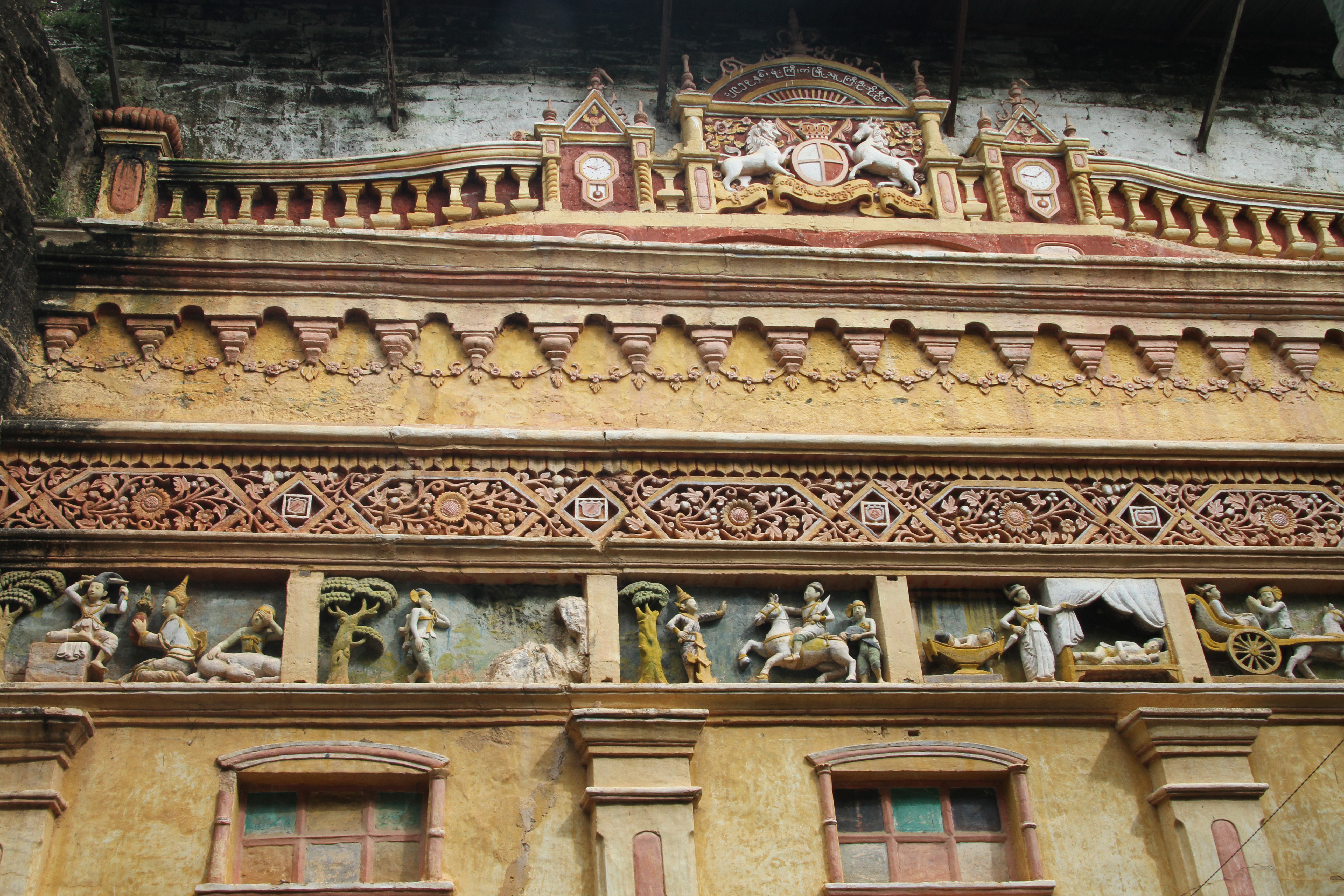
Fassade
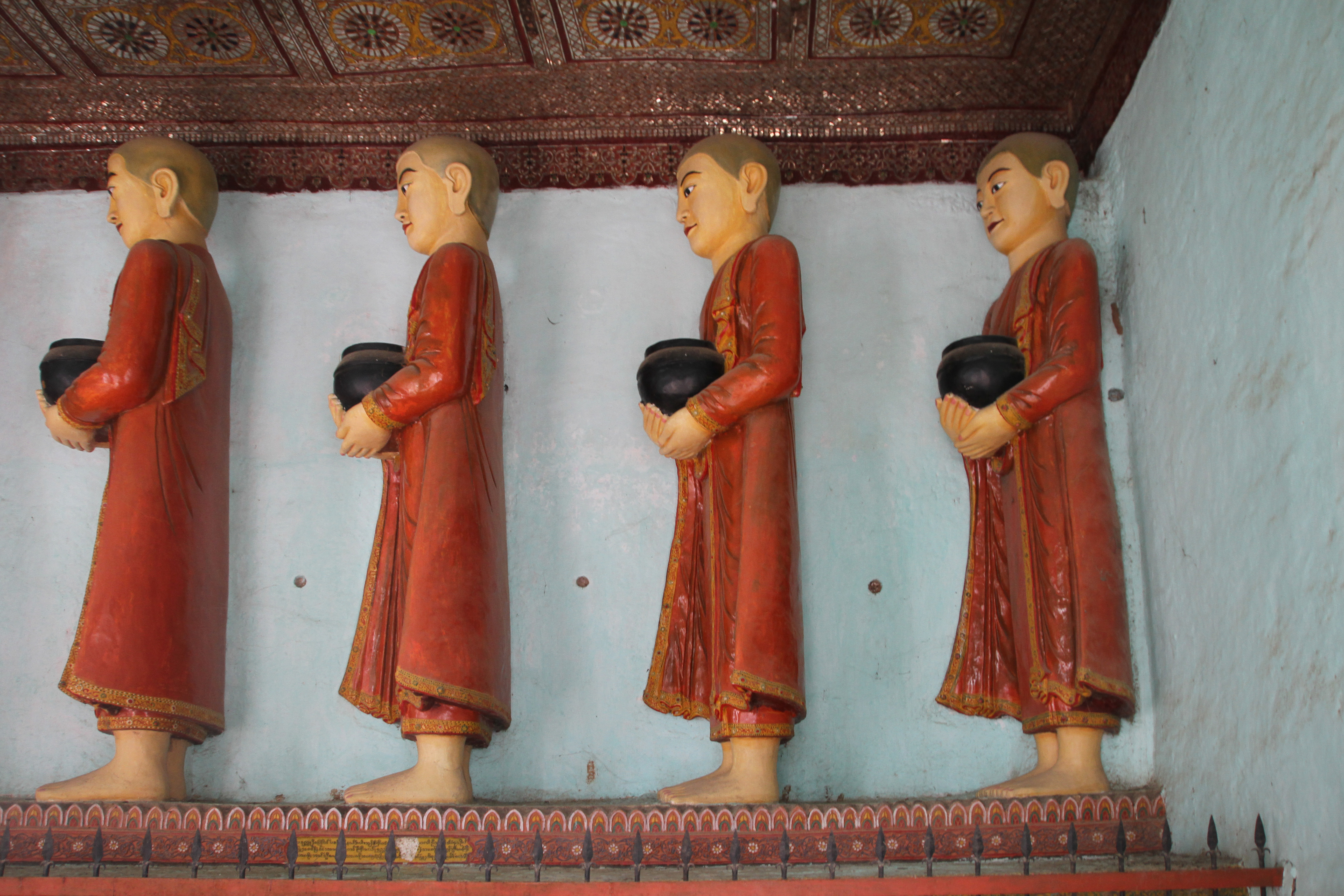
Mönche mit Sammelschalen
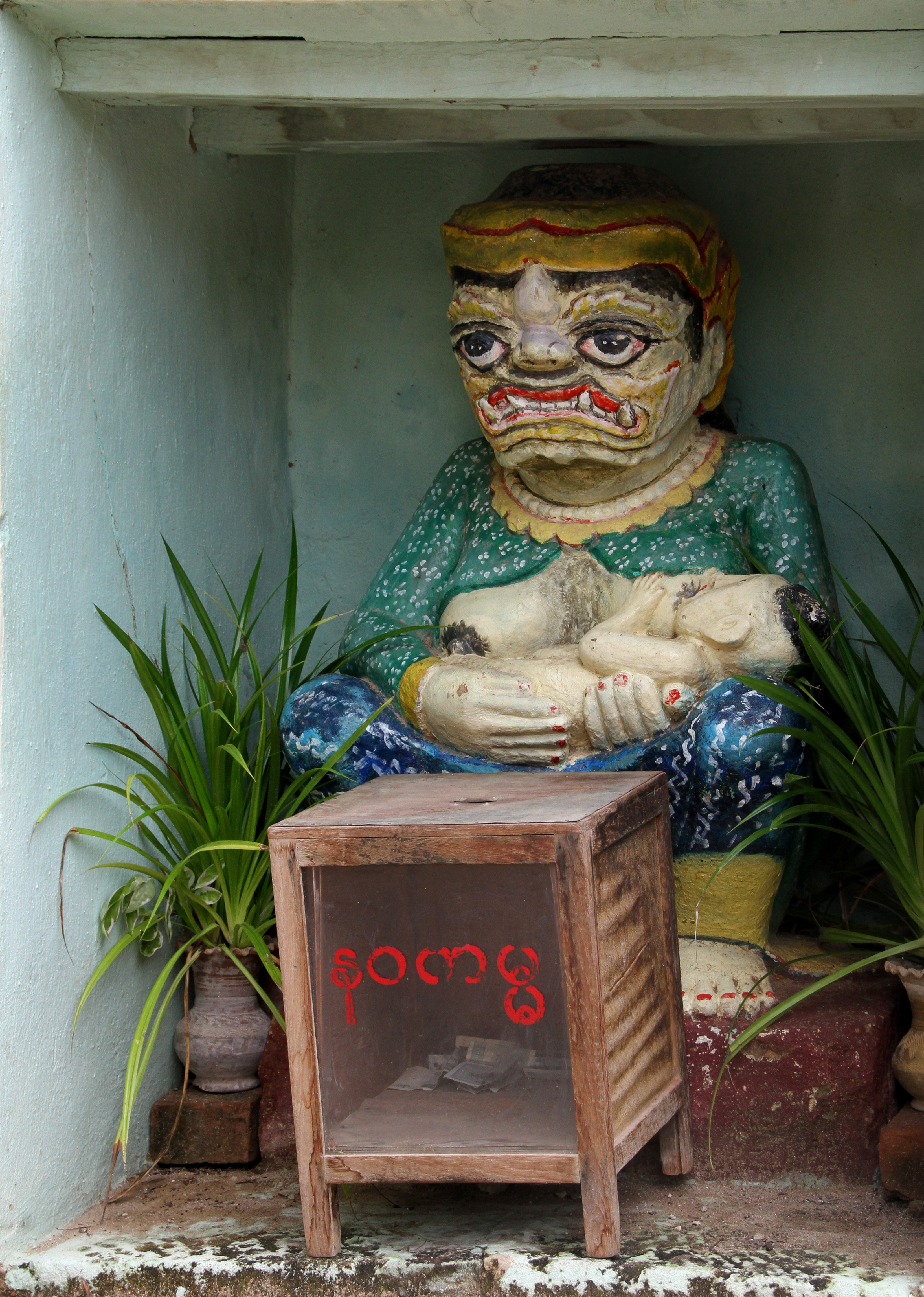
Säugender Dämon
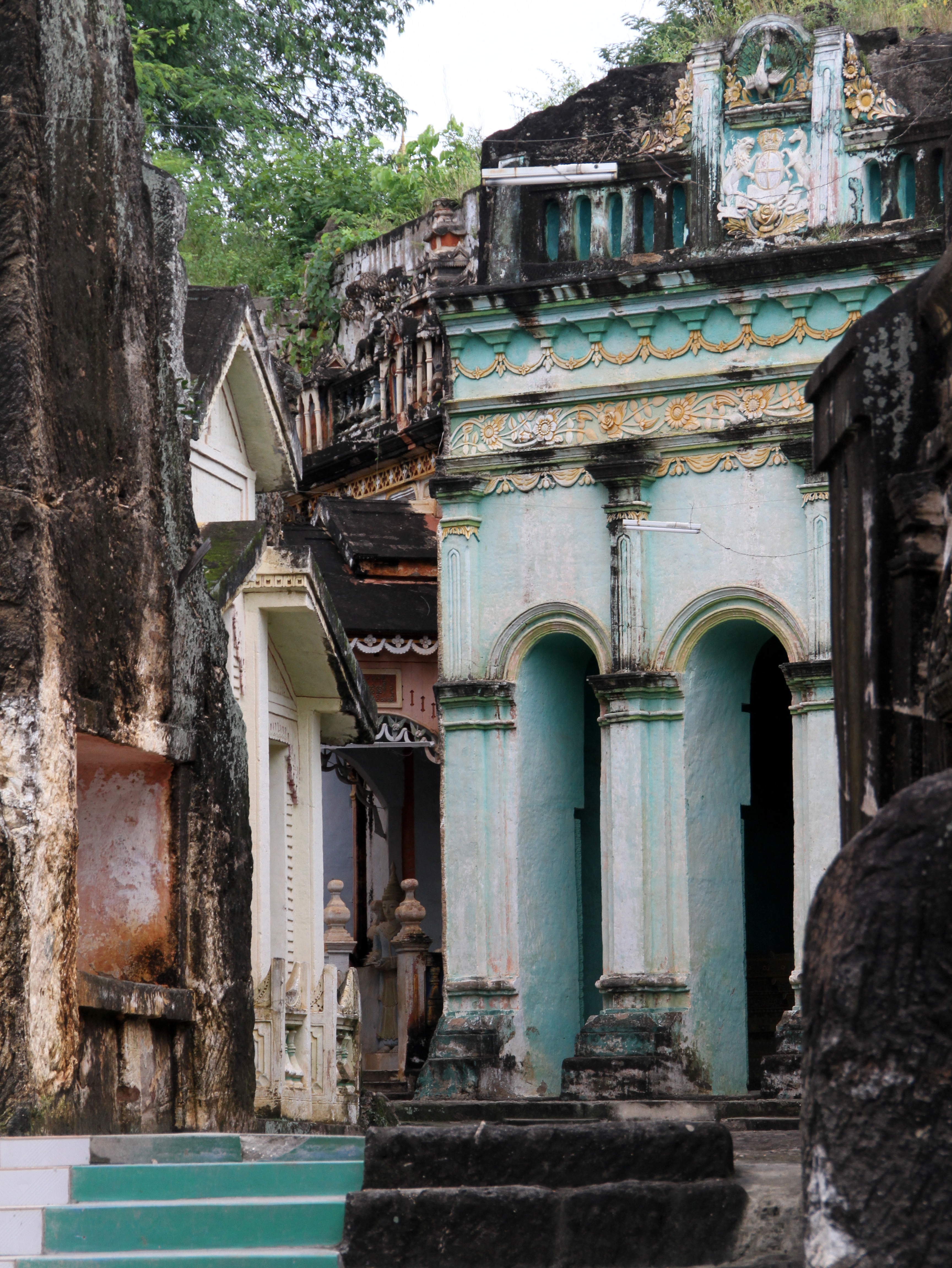
Tempel
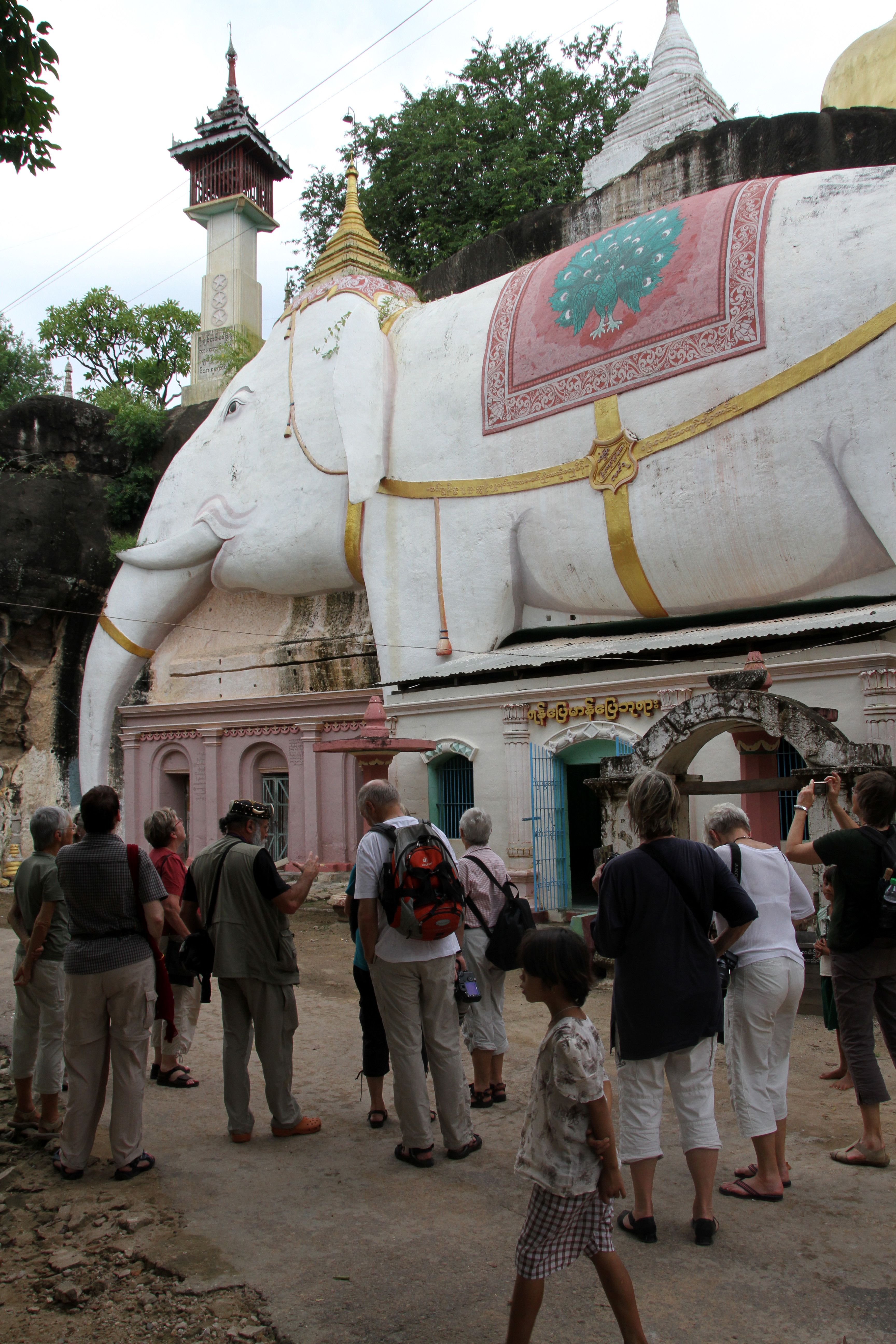
Elefantenhöhle
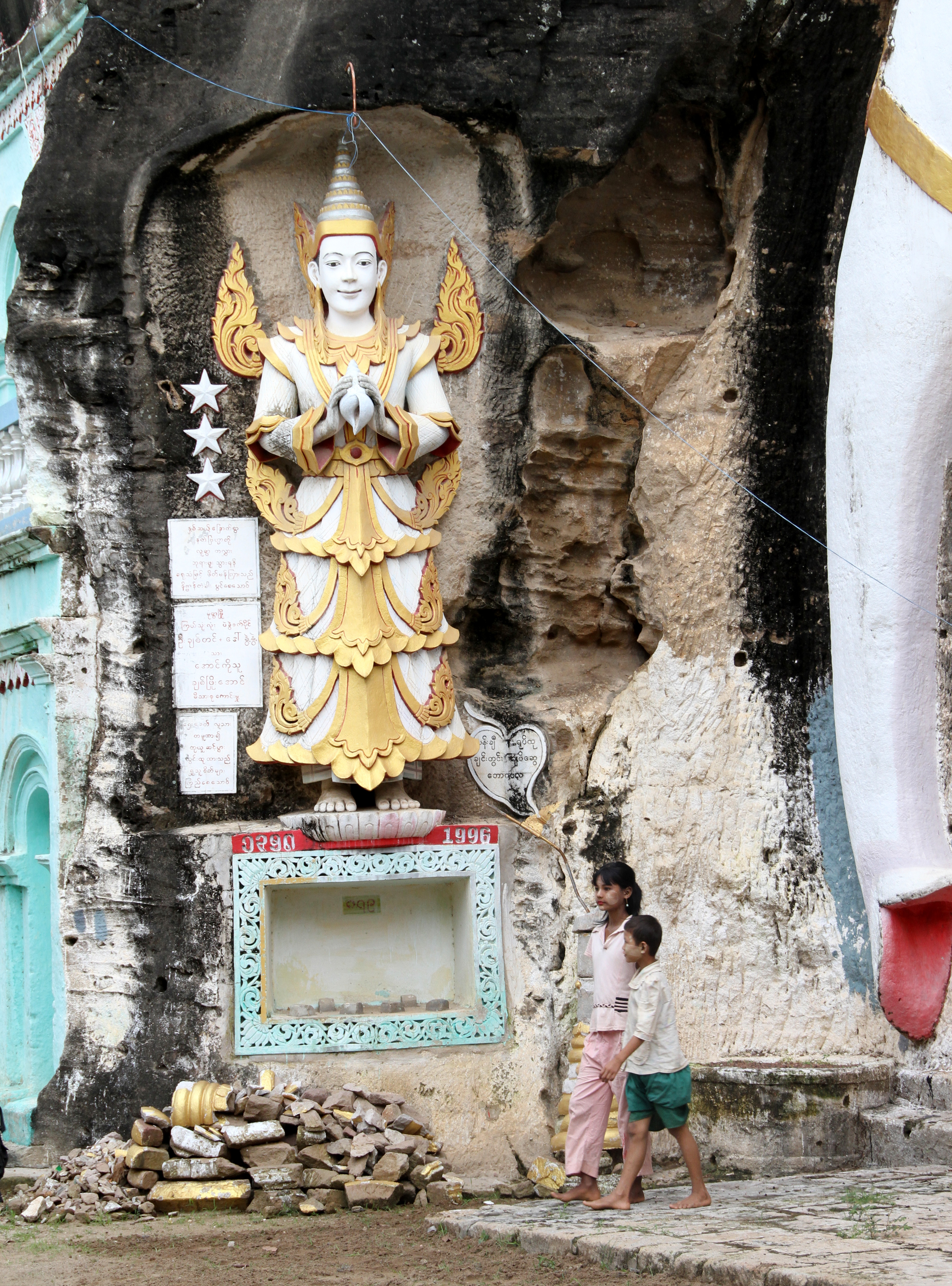
Engel
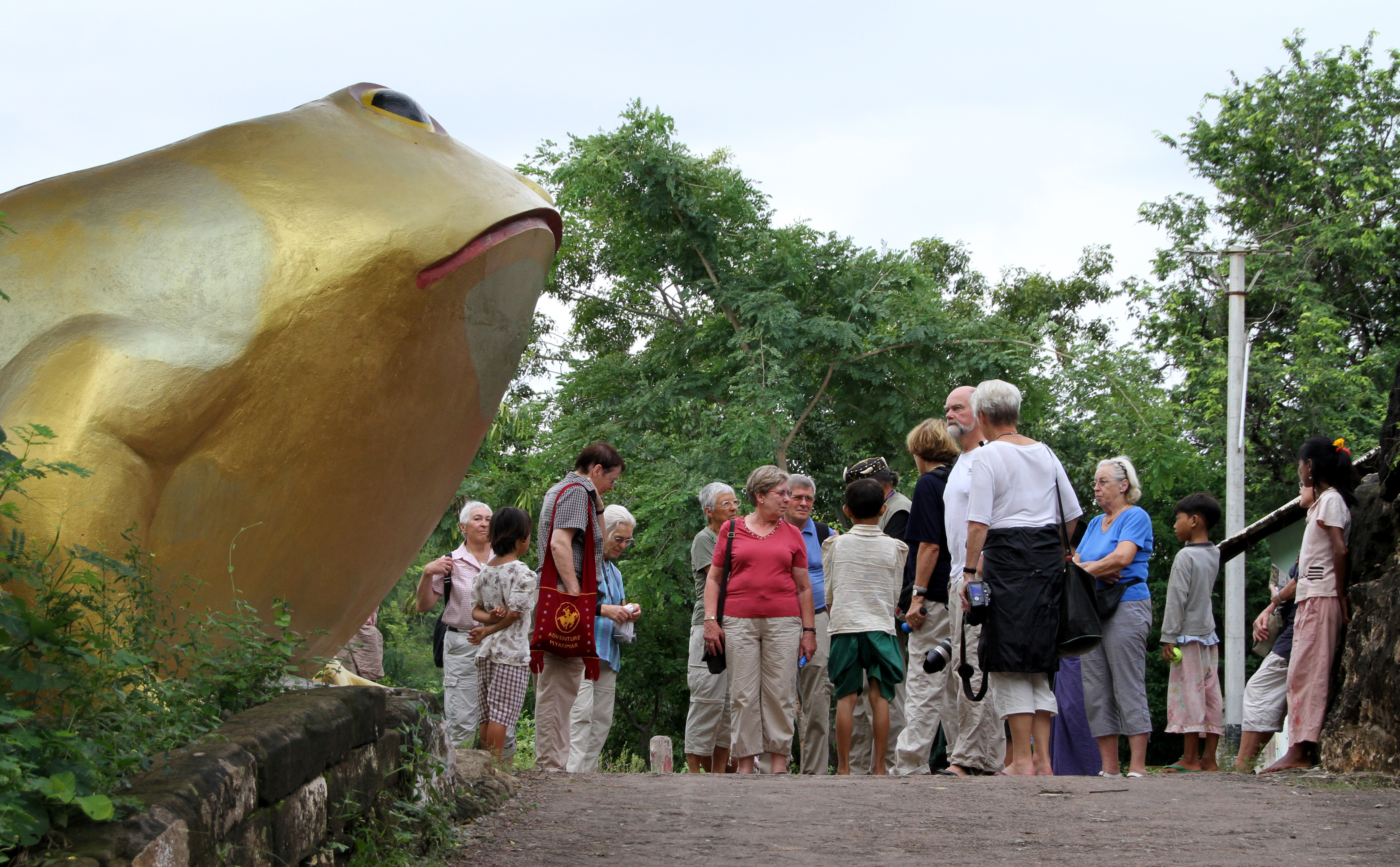
Riesenfrosch
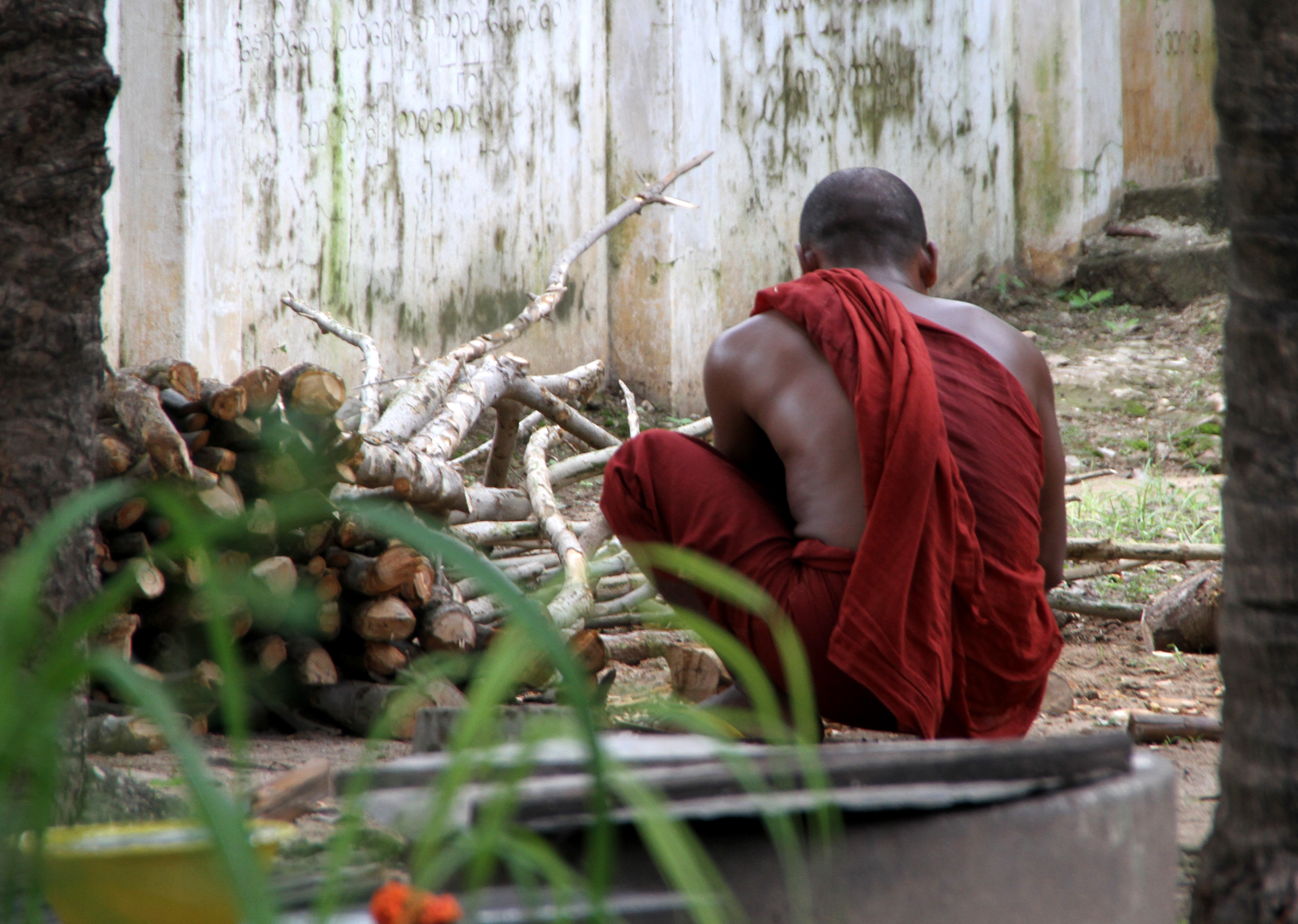
Mönch
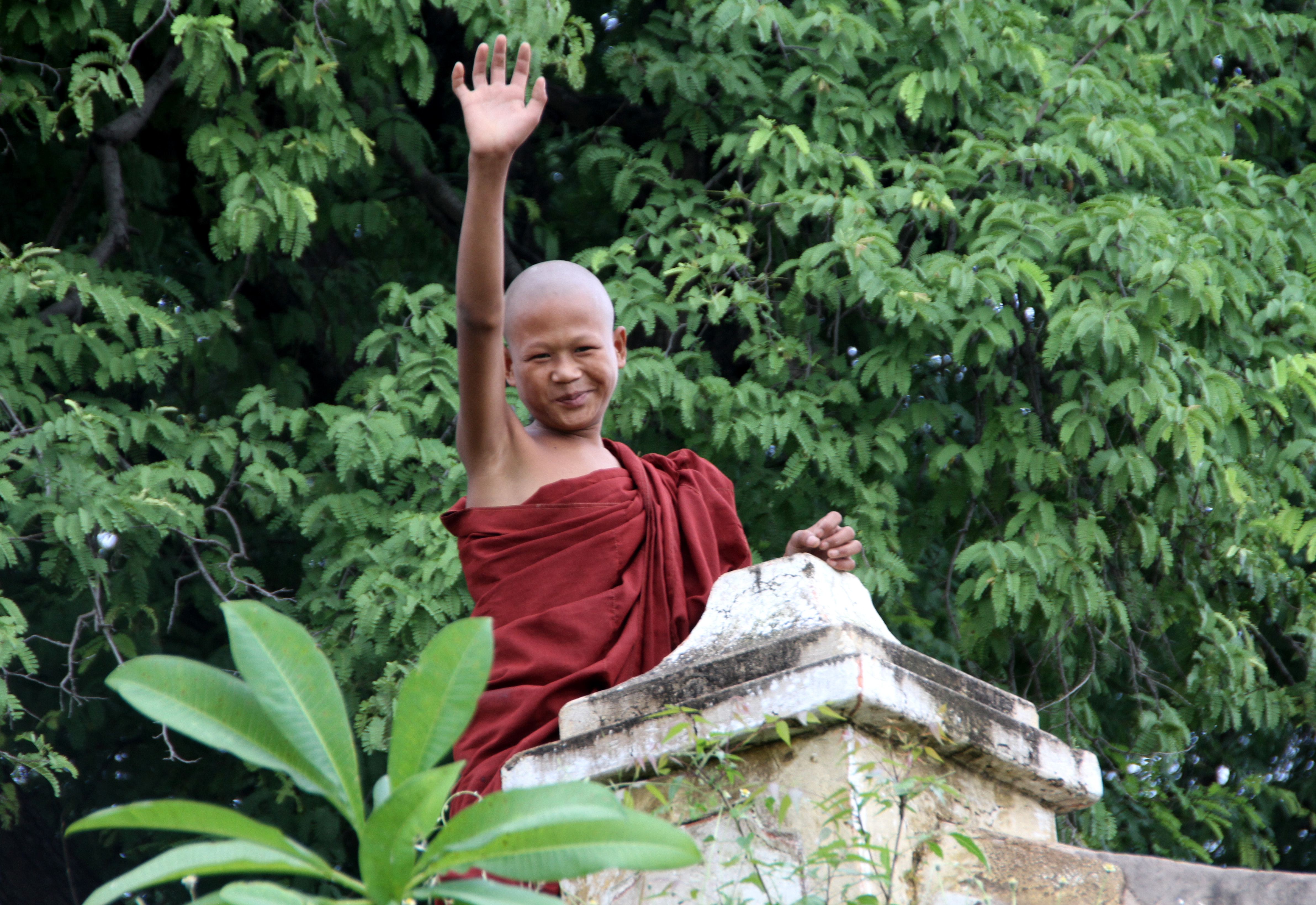
Abschied